# Space Telescope Science Institute
Space Telescope Science Institute é o centro científico de operações do Telescópio Espacial Hubble, em órbita desde 1990, e do Telescópio Espacial James Webb, lançado em 2021. Localizado na Universidade Johns Hopkins, em Maryland, Estados Unidos, foi criado em 1981 como centro de pesquisa das ciências de base comunitária. É operado pela NASA conjuntamente com a Association of Universities for Research in Astronomy.